# Žerotín, Louny
Žerotín là một làng thuộc huyện Louny, vùng Ústecký, Cộng hòa Séc.